# Gaugamela

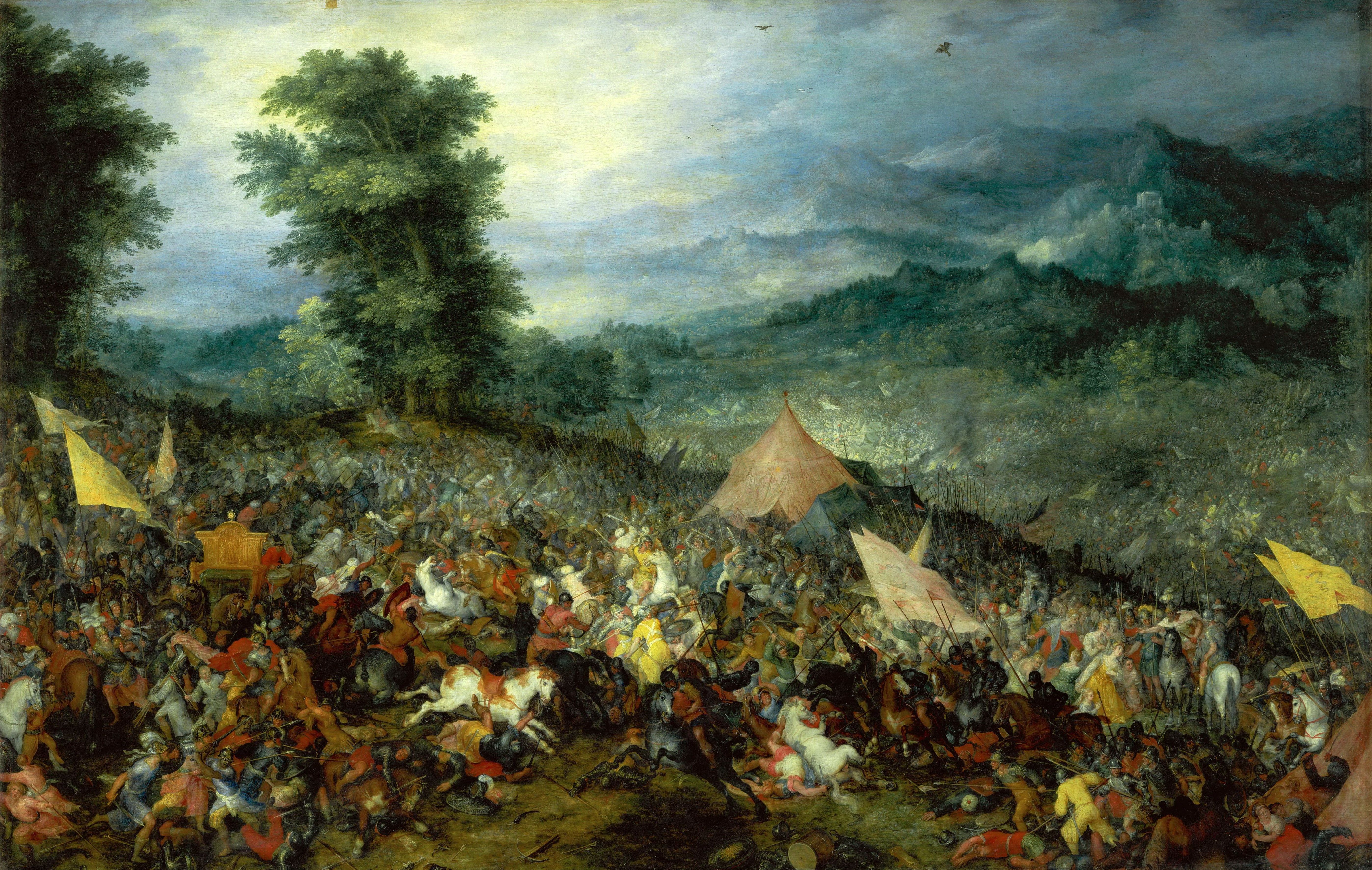
Bătălia de la Gaugamela.
Pictură de Jan Brueghel cel Bătrân.

Gaugamela este denumirea unei localități antice de pe malul fluviului Tigru, loc în care Alexandru cel Mare l-a înfrânt pe Darius al III-lea al Persiei în anul 331 î.Hr.